# 清水聖志人
清水 聖志人（しみず せしと、1982年2月15日 - ）は、日本のレスリング選手、スポーツ科学者（スポーツ心理学・コーチング学）。学位は博士（スポーツ科学）（大阪体育大学・2017年）。一般社団法人Sports Design Lab代表理事、大阪体育大学学長室アスリートキャリアスペシャリスト。

## 概要
宮崎県日南市出身の、元レスリング選手であり、スポーツ心理学及びコーチング学を専門領域とするスポーツ科学者である。Sports Design Labの代表理事を務めている。また、大阪体育大学の学長室にてアスリートキャリアスペシャリストに就任した。そのほか、専修大学で講師を兼任していた。修士（体育学）、および、博士（スポーツ科学）の学位を持つ。

## 略歴
- ユニバーシアード・W杯個人優勝の実績を持ち、1980年モスクワオリンピック金メダル候補であった父(清人)の影響で中学生よりレスリングを始める。レスリングの名門校である霞ヶ浦高等学校へ進学後、高校2年時のかながわ・ゆめ国体で初の日本一を獲得。3年時にはキャプテンとしてインターハイ団体戦10連覇を達成、個人戦においても2冠王となった。日本体育大学進学後は、フリースタイルにおけるタイトルを全て獲得した。4年時にはフリースタイルの主将を務め、内閣総理大臣杯大学選手権においてチームを団体戦日本一へ導いた。大学卒業後は2008年北京オリンピックを目指してクリナップ株式会社と契約し、企業プロ選手として活動。2006年にはニューヨーク国際トーナメントで優勝。日本レスリング協会が選出する2006年度の年間最優秀選手（社会人選手部門）に選出されるなどの実績を残し、北京オリンピック代表の候補と評価されるまで実力を高めたが、国内代表選考会に敗退し、オリンピック出場はならなかった。その後も競技活動を継続し、2009年アジア選手権等に日本代表として出場した。
- 企業プロ選手としての競技活動と同時に筑波大学大学院スポーツ健康マネジメント専攻において、スポーツマネジメント領域の研究を行い、2009年に修了。その後、日本体育大学の助教の職に就いた。2013年に同職を退職し、(公財)日本レスリング協会が採択されている文部科学省委託事業メダルポテンシャルアスリート育成システム構築事業のプロジェクトマネジャーとしてレスリング競技者の育成システム構築を推進した。同プロジェクトにて育成タレントされたメンバーよりオリンピックや世界選手権大会の金メダリストが多数輩出されている。
- 研究者としては、スポーツ心理学領域より、アスリートのキャリア形成に関する研究を専門としており2017年に博士（スポーツ科学）を取得[2][3]。博士論文のタイトルは、「トップレベル競技者におけるライフスキルとキャリア形成の関連」。加えて、コーチングに関する研究も行っている。
- 現在は、一般社団法人Sports Design Lab 代表理事として活動。大阪体育大学がスポーツ庁より受託した「女性アスリート育成・支援プロジェクト」の推進。専修大学兼任講師。女子レスリングのトップ選手へのコーチングを主たる活動としている。

## 学術論文
- Effect of Japanese Training Camps on Life Skills Acquisition to  Nurture Intelligent Wrestlers/Psychology Vo.8 .2017年3月
- 大学生トップアスリートの卒業後における雇用状態とライフスキルの関連：卒業後4年間に渡る縦断調査の結果より/スポーツ産業学研究 第26(2) .2016年9月
- Changes in Life Skills of Top College Athletes over Four Years and Its Relation to Career Outcomes /International Journal of Sport and Health Science Vol.14 .2016年6月
- Anthropometric Characteristics of Elite Japanese Female Wrestlers/International Journal of Wrestling Science Vol.5(1) 2015年5月
- The Relationships between Life Skills and Post-graduation Employment for Top College Student Wrestlers in Japan/International Journal of Sport and Health Science Vol.13 .2015年2月
- 女子レスリング一流競技者のウェイトサイクリングと月経状態に関する事例的検討/体育の科学第63巻

## 著書
- ジュニアのためのレスリングブック2013/(財)日本レスリング強化委員会発行
- ジュニアのためのレスリングブック2012/(財)日本レスリング強化委員会発行

## 学会発表
- レスリング競技におけるVTR利用に関する実態調査/日本トレーニング科学会第23回大会2010
- 女子レスリング世界王者におけるタックル処理時間と動作の特徴/日本運動・スポーツ科学学会第18回大会(学会賞を受賞)
- 2009年世界選手権大会の試合分析－グレコローマン・スタイルを対象に－/日本運動・スポーツ科学学会第18回大会
- 大学生トップアスリートのキャリア形成とライフスキル獲得との関連/日本体育学会第62回大会
- ライフスキルの獲得が大学生トップアスリートの就職に及ぼす影響/日本体育学会第63回大会
- 大学1年生における競技活動を通じたライフスキル獲得レベルの経時的変化/日本体育学会第63回大会
- ライフスキル獲得パターンにおける大学生アスリート類型化の試み/日本体育学会第64回大会
- 大学生トップレベル競技者におけるキャリア形成プログラム作成に向けた縦断的検討/日本体育学会第64回大会
- EFFECTS OF TRAINING CAMPS ON LIFE SKILLS ACQUISITION AMONG CADET- AND JUNIOR-AGE JAPANESE INTERNATIONAL WRESTLERS．FILA Scientific Commission - Scientific Congress．2013．
- CASE STUDIES OF WEIGHT CYCLING AND MENSTRUATION IN FEMALE JAPANESE WRESTLERS．FILA Scientific Commission - Scientific Congress 2013．

## 競技実績
- 2001年 JOCジュニアオリンピックカップ  54kg級   優勝
- 2001年 世界ジュニアレスリング選手権　　54kg級    5位
- 2002年 ジュニアオリンピックカップ　　　54kg級    優勝
- 2003年 全日本学生レスリング選手権　　　55kg級    優勝
- 2003年 内閣総理大臣杯全日本大学選手権　55kg級　　優勝
- 2004年 世界学生選手権 55kg級                   第4位
- 2004年 天皇杯全日本レスリング選手権 55kg級     準優勝
- 2005年 ユニバーシアード競技大会 55kg級         第5位
- 2006年 全日本社会人選手権  60kg級   優勝(最優秀選手賞)
- 2006年 ニューヨーク国際トーナメント  60kg級      優勝
- 2007年 2006年度日本レスリング協会年間最優秀選手賞(社会人選手部門)
- 2008年 全日本社会人オープン選手権 55kg級        　優勝
- 2009年 アジア選手権  55kg級　　　        　　	 第5位
- 2010年 全日本社会人選手権  60kg級優勝   (優秀選手賞)
- 2010年 サンキスト国際大会  60㎏級	　　　         第4位

## 社会活動
- 2010年～現在　　専修大学レスリング部コーチ
- 2010年～2012年　早稲田大学レスリング部　女子コーチ
- 2011年～2013年　筑波大学スポーツR＆Dコア　学外研究員
- 2012年～現在　  (公財)日本オリンピック委員会　強化スタッフ
- 2012年～2013年 (財)日本レスリング協会　テクニカルグループ
- 2012年～現在　  (財)日本レスリング協会強化委員会　アシスタントコーチ
- 2013年～現在　  (公財)日本レスリング協会情報戦略委員会　委員
- 2012年11月　　　 (公財)日本体育協会 公認指導員講習会　講師